# Chanteleine grófja
A Chanteleine grófja Jules Verne történelmi kalandregénye. 1862-ben kezdte el írni, két év alatt fejezte be. Pierre-Jules Hetzel, Verne kiadója, aki a Különleges utazások sorozatra szerződött az íróval, így biztos megélhetést, tervezhető jövőt biztosított, elutasította, hogy a regényt kiadja. Még a Verne-nel közösen szerkesztett és számos Verne-művet sorozatban megjelenítő folyóiratukba, a Magasin d’éducation et de récréationben sem engedte megjelenni, ezért Verne 1864-ben a Musée des familles folyóiratban tette azt közzé.
1879-ben újra megpróbálta könyvként kiadatni, de Hetzel ismét elutasította. Az elutasítás konkrét oka nem ismert. A regény király- és katolikuspárti, Hetzelt pedig köztársaságpártinak tartják. Hetzel ifjúsági műveket adott ki könyvként és az említett folyóiratban is, meglehet, hogy nem kívánta egy erősen politikai állást foglaló művel megosztani az olvasóközönségét.
Ezért Verne egy antológiában kívánta megjelentetni a művet, de ez sem sikerült. A Souvenirs d’enfance et de jeunesse soha nem jelent meg. A fia, Michel Verne kihagyta az általa gondozott és kiadott Hier et demain (Tegnap és holnap, 1910) novellagyűjteményből. Ennek eredményeként a Chanteleine grófja csak 1971-ben jelent meg francia nyelven, Svájcban.

## A könyv forrásai, előzménye
Ez a szerző egyetlen regénye, amely szülőföldjén, Nantes és Douarnenez között játszódik, 1793. március 14. és 1794. július 28. között, Thermidor: 1/6/24-2/11/10. A főszereplőt Pierre-Suzanne Lucas de La Championniere hadnagyról (1769-1828) mintázta Verne. Gyerekkori nyaralásai színhelyén Prudent nagybátyja a Nantes melletti brainsi házában találkozott Lucas-Championnière fiaival. Megjelenése előtt olvashatta az ő Mémoires sur la guerre de Vendée (Emlékiratok a vendée-i háborúról) c. kéziratát.
Verne könyvtárában két könyv is a polcon volt erről a korról. Az egyik Adolphe Thiers: Histoire de la Révolution française (A francia forradalom története, 1834), a másik Louis de Carné: Un Drame sous la Terreur.
Jules Verne első íráspróbálkozásai közt számos történelmi témát találunk. Ilyen a VI. Sándor (1847), a Lőporos összeesküvés (La Conspiration des poudres, 1848) és a Dráma XV. Lajos korában (Un Drame sous Louis XV, 1852). Regényei, novellái közül megemlítendő a Dél Amerika. Történeti tanulmányok. A mexikói haditengerészet első hajói (L'Amérique du Sud. Études historiques. Les premiers navires de la marine mexicaine, 1851) és a Martin Paz (1852), mint amelyben történelmi cselekmény az egyik meghatározó történetszál.
Az 1887-ben írt Haza, Franciaországba elsősorban biztonságos könyv, amely senkit sem sértett meg, mindenki szimpátiáját bírta, a Chanteleine grófjával ellentétben.

## Tartalom
A cselekményben nem túl gazdag regény a rengeteg helyi történelmi szereplő felvonultatása miatt nehezen olvasható. Verne egyértelműen a „fehérek”, a katolikus királypártiak mellett foglal állást, a pozitív szereplők hibátlanok, hazafiak és önfeláldozók, a negatívak tobzódnak a negatív jellemvonásokban, anyagias haszonlesők és istentelenek.
|  | Alább a cselekmény részletei következnek! |

Humbert de Chanteleine gróf a vendée-i háború alatt szolgájával, Kernannal a jakobinusok forradalmi csapatai ellen harcol. A breton gróf a királyhűség megtestesülése, katolicizmusa mindenen átsegíti. Felesége életét kitölti a nép, a parasztság megsegítése, lányuk gyönyörű ifjú. A forradalmi csapatok egyik vezetője az a Karval, akit a gróf lopás miatt elzavart, pedig felléphetett volna szigorúbban is.
A grófi birtokon, ahogy egész Bretagne-ban, a forradalom áll győzelemre. Chanteleine Kernallal csak titokban tud visszatérni kastélyába, amelyet kifosztva és feldúlva talál. Feleségét megölték, lányát foglyul ejtették a felkelő csapatok, akiket Karval vezetett.
Chanteleine Kernallal Quimper városába megy, hogy kiszabadítsa lányát, de elkésnek, a guillotine már bevégezte az ifjú nő életét. Chanteleine éjszaka titokban a temető tömegsírjánál imádkozik lánya lelki üdvéért, amikor Kernal észreveszi, hogy valaki kilesi őket. Henri de Trégolan lovagnak idejében sikerül felfednie kilétét, így Kernal életben hagyja. Trégolan nővérét jött megmenteni Quimperbe Párizsból hozott paranccsal, de amikor a guillotine-hoz ért, akkor gördül lábához testvére feje. Isteni sugallatra a következő, egyenkinézetű fiatal lányra mutatott mint testvérére, így mentette meg akaratlanul Chanteleine lányát, Máriát.
Hárman egy halászfaluban, Douarnenezben húzzák meg magukat a gróf régi szolgájánál, Locmaillé-nél. Szebb napokra várva a halászok egyszerű életét élik. Megmentik az új rendszerre felesküdött pap, Yvenat életét. A grófot a rejtőzködő püspök titokban pappá szenteli, ő éjszaka járja a falvakat, segít a rászorulókon. Közben a lovag és a gróf lánya egymásba szeret, összeházasodna. Az egyházi esküvőre az öböl túlpartján levő, csak apálykor elérhető barlangban kerül sor. A végső igen kimondása pillanatában Karval és katonái lecsapnak rájuk. Mária újra fogoly.
Kernan bemegy Brest városba, megkeresi Karvalt, kést szegez az oldalának, és arra kényszeríti, hogy vallja be minden bűnét, mielőtt meghal. A vallomásra Yvenat színe előtt kerül sor, Karval magas szirtről hull a tengerbe.
A lassan forduló politikai helyzet kedvez a grófnak, Robespierre, Couthon, Saint-Just feje porba hull, a terror alábbhagy, így Mária kiszabadul.
|  | Itt a vége a cselekmény részletezésének! |

## Fejezetek
1. Tíz hónap hősies háború
2. Guérande felé vezető út
3. Átkelés
4. Chanteleine-kastély
5. Quimperbe
6. Fogadó az Egalitarian Triangle-höz
7. Temető
8. A menekülés
9. Douarnenez
10. Tristan-sziget
11. Indulás
12. A titokzatos pap
13. Morgat barlangjai
14. A vallomás
15. A Thermidor

## Szereplők
- Humbert de Chanteleine gróf
- Chanteleine grófnő
- Mária de Chanteleine, a lányuk
- Fermont apát, chanteleine-i káplán
- Guermeur és Julien, a Közbiztonsági Bizottság küldöttei
- Karval, paraszt a Chanteleine-birtokról
- Kernan, paraszt a Chanteleine-birtokról
- Locmaillé, paraszt a Chanteleine-birtokról
- Mutius Scévola, kocsmáros
- Henri de Trégolan, lovag
- Yvenat, pap

## Érdekességek
- Karval közepes magasságú ember volt, olyan arccal, amelyet idővel a gyűlölet, a kicsinyesség és az aljasság alakít. Minden új tette beleég és nyomot hagy. Bár intelligensnek tűnt, de az embernek az volt a benyomása, hogy gyáva. A forradalom sok hőséhez hasonlóan ő is vérszomjas volt a félelem miatt, de félelem miatt is hajthatatlan és emberi érzés nélküli.[8]

- Egy ponton „véres csőcseléke” kíséretében Karval „szörnyű, vérfoltos, majdnem részeg, és maga előtt hajtja az időseket, a sebesülteket, a nőket, a gyermekeket és a szerencsétlen vendeé-megyei foglyokat és most a guillotinhoz felé tartanak.[9]

- Abban az időben sok felsőbb osztályú emigráns volt, akiknek a kezükkel végzett munkával kellett megélniük magukat. Nem volt megalázó, éppen ellenkezőleg.[10]

- A regény egyetlen humoros pontja a Triangle-Égalitaire-hez címzett fogadó. Az egyenlőség-háromszög szabadkőműves fogalom, a kocsmáros neve viszont a római történelem dicsőséges pillanatát idézi: Mucius Scevola.

## Magyar kiadások
- Unikornis, fordító: Majtényi Zoltán, Budapest, 1999, ISBN 9634273130